# Otto Röhr
Franz Hermann Otto Röhr (né le 22 novembre 1891 à Magdebourg, mort le 8 janvier 1972 à Arnsberg) est un athlète allemand, spécialiste du sprint.
Lors des Jeux olympiques de 1912, il établit le premier record du monde du relais 4 x 100 m, lors de la 3e demi-finale, avec Max Herrmann, Erwin Kern et Richard Rau, en un temps de 42 s 3. L’équipe allemande, arrivée en tête en finale, sera disqualifiée pour mauvais passage de témoin.